# 967
967 је била проста година.

## Догађаји
- Пролеће – Цар Отон I (Велики) сазива савет у Риму, да представи нову владу под папом Јованом XII. Своја права остварује у граду и инсистира на повременом присуству царског судије, поред папског суда. Ера римске независности је завршена. Градо постаје патријаршијска и митрополитска црква читавог Венета.
- Цар Отон I (Велики) одлази у обилазак ломбардских војводстава јужне Италије. У Капуи он додељује Пандулфу I (Ајронхеду) упражњено војводство Сполето и Камерино и терети га да је водио рат против Византијског царства. У Беневенту, Отон прима омаж Пандулфовог брата и сувладара Ландулфа III. У Салерну добија и подршку Гисулфа I.
- Отон I шаље царску делегацију (коју је предводио Венецијанац по имену Доменико) у Цариград са уверавањима у његово пријатељство и захтевом за принцезу Теофану (ћерку покојног цара Романа II) за његовог 12-годишњег сина Отона II. Као мираз Отон захтева византијске поседе у јужној Италији.
- Лето – Свјатослав I, велики кнез Кијева, побеђује бугарске снаге на Балкану по налогу цара Никифора II (који му плаћа 1.500 фунти злата за инвазију на Бугарско царство). Царска делегација стиже у Македонију, али ту остаје са Никифором II. Далеко од тога да понуди византијску Италију као мираз за Теофана, Никифор одбија да прихвати тврдње Отона I.
- Отон I обнавља царски уговор са Пјетром Кандијаном, дуждом Венеције. Он му даје комерцијалне привилегије и заштиту млетачких грађана.
- Зима – Отон I се враћа у Рим. На Божић, папа Јован XIII крунише Отона II за ко-цара Светог римског царства. Иако је Отон II номинован за сувладара, он још увек нема стварну власт.
- Улав I Тригвасон бежи из Норвешке са својом мајком, да би га напали естонски Викинзи.
- Емир Насир ал-Давла је свргнут и затворен у Мосулу након 32-годишње владавине његовог сина Абу Тагхлиба, де факто гувернера и присталица. Постаје нови владар Емирата Мосул.
- Фатимидски генерал Јавхар ал-Сикили покреће војну кампању на западу Магреба. Он наставља своју експанзију, заједно са Зиридима, и осваја Фез (данашњи Мароко).
- 5. јул – Цар Мураками умире после 21-годишње владавине. Наслеђује га његов 17-годишњи син Реизеи, који је луд и постаје 63. цар Јапана.
- Отон I завршава и посвећује нову катедралу у Магдебургу у Саксонији. Као и друге царске цркве тог периода, она укључује западни зид - конструкцију причвршћену за улазни зид и опремљену галеријама. Отон чини Магдебург базом за мисионарске напоре да преобрате Словене на истоку.
- Желећи да одврати Русе, византијски цар Никифор II Фока послао је амбасадора Калокира кнезу Свјатославу Игоревичу, који је убедио кнеза да нападне Прво бугарско царство, чије је слабљење ишло на руку Византинцима. Царев предлог је подржан са 15 кентинарија злата као предујам.
- 967-971 — Походи руског кнеза Свјатослава Игоревича на Бугарску. Након што је склопљен руско-византијски споразум, по коме је Русима требало да припадне североисточни део Првог бугарског царства (касније Добруџа), што је дало доста трговинских предности.

## Рођења
- Википедија:Непознат датум — Луј V Лењи, француски краљ (†987.)